# ヘンリー・ヴェイン＝テンペスト (第2代準男爵)

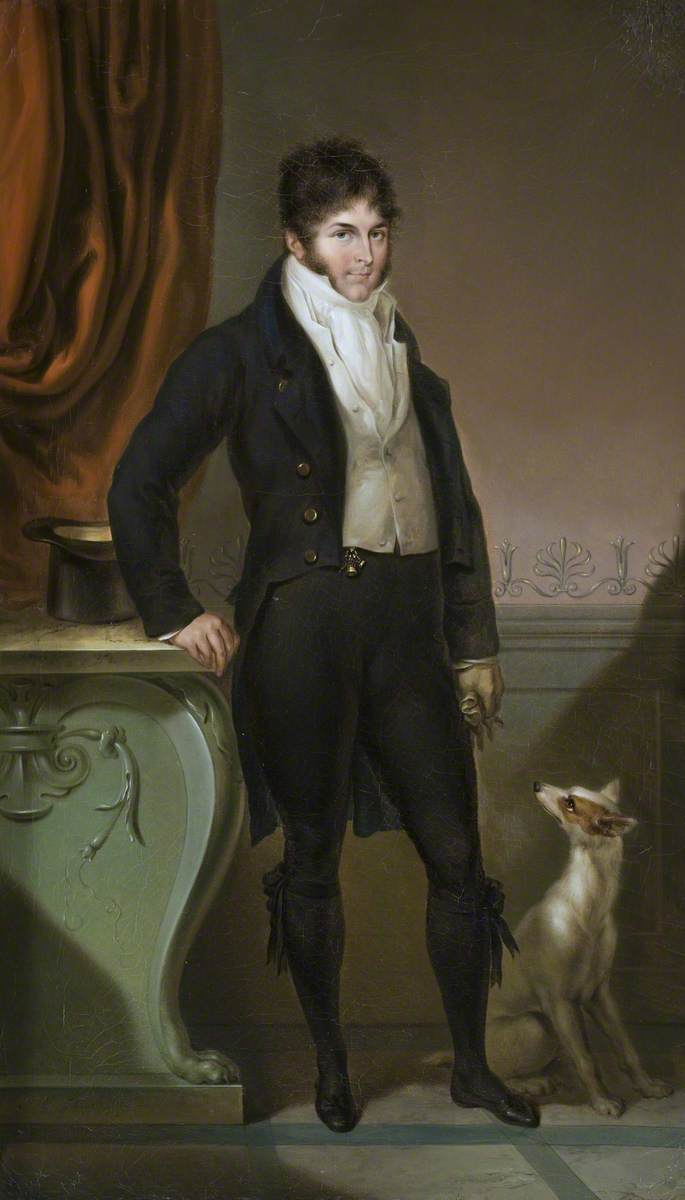
ペーター・エドゥアルト・シュトレーリンクによる肖像画。

第2代準男爵サー・ヘンリー・ヴェイン＝テンペスト（英語: Sir Henry Vane-Tempest, 2nd Baronet、出生名ヘンリー・ヴェイン（Henry Vane）、1771年1月25日 – 1813年8月1日）は、イギリスの政治家。庶民院議員（在任：1794年 – 1800年、1807年 – 1813年）を務め、現職議員のまま死去した。

## 生涯
初代準男爵サー・ヘンリー・ヴェインと妻フランシス（Frances、旧姓テンペスト（Tempest）、1795年1月19日没、ジョン・テンペストの娘）の息子として、1771年1月25日に生まれた。1785年よりハーロー校で教育を受けた。1794年6月7日に父が死去すると、準男爵位を継承した。
母方の実家であるテンペスト家は1742年よりシティ・オブ・ダラム選挙区で1議席を有しており、1794年8月13日に現職庶民院議員で母方のおじにあたるジョン・テンペストが死去すると、ヴェインはその遺産を継承、1795年4月28日に議会立法を経て「テンペスト」を姓に加えた。その上、ヴェインは1794年10月の補欠選挙で当選して、テンペストの後任となった。1796年イギリス総選挙では無風で再選したが、1800年初に辞任を発表、補欠選挙で姉妹の夫にあたるマイケル・アンジェロ・テイラー（ホイッグ党所属）を支持した。テイラーと無所属ながら与党に同情的だったマシュー・ラッセルの間で選挙戦が戦われ、ヴェイン＝テンペストは17,191ポンドという大金をはたいてテイラーを当選させた。ヴェイン＝テンペスト自身は1794年から1800年まで庶民院内での活動がほとんどなく、辞任の理由はアントリム女伯爵との結婚で北アイルランドに広大な領地を得て、アイルランド貴族への叙爵が期待できたためだとされた。
1801年秋、次の総選挙でカウンティ・ダラム選挙区から立候補することを発表した。現職議員で銀行家のローランド・バードンが不出馬を表明したため、1802年に議会が解散されたときはヴェイン＝テンペストともう1人の現職議員第6代準男爵サー・ラルフ・ミルバンクの2人だけが立候補を表明したが、ヴェイン＝テンペストが不人気だったのに対しバードンはそれまでの貢献で絶大な人気を誇っていた。そのため、ウィリアム・ラッセル（William Russell、銀行家、マシュー・ラッセルの父）や元議員の第4代準男爵サー・ジョン・イーデンがバードンの説得を試み、バードンは1802年7月21日に立候補に同意した。この報せを受けたヴェイン＝テンペストは立候補を取り下げた。1806年イギリス総選挙ではアイルランドからダラムにやってきて立候補したが、支持を得られず、得票日までに立候補を取り下げた。
1807年イギリス総選挙で再びカウンティ・ダラム選挙区から立候補したときにはミルバンクとバードンの後任第6代準男爵サー・トマス・リデル（ホイッグ党所属）がカトリック解放問題や政府のアメリカ合衆国への敵対政策で人気を失っていた。このときもバードンが再出馬するよう説得が試みられたが、バードンは銀行の破産により1806年に不出馬に追い込まれた身であり、債権者への支払いも済ませていないうちに再出馬することが批判を受けた。さらにミルバンクが選挙戦に必要な資金がないと表明すると、リデルとバードンは妥協として不出馬を決め、代わりに全員が受け入れられる候補者カスバート・エリソンを支持した。ここでヴェイン＝テンペストが一連の動きを「カウンティの選挙権を奪うために計画された」（calculated to rob the county of its elective franchise）陰謀として批判、選挙権確保を旗印に立候補した。ミルバンクとエリソンは選挙協力に同意したが、ミルバンクの支持者の多くが2票目をヴェイン＝テンペストに投票したため、ヴェイン＝テンペストは563票（得票数2位）で当選した。1812年イギリス総選挙ではヴェイン＝テンペストが再選したほか、ミルバンクが健康上の理由により不出馬を決めた。
1807年の総選挙からわずか2週間後にはヴェイン＝テンペストの死去が報じられたが、実際には重病ながらも生きており、後に登院できるほどに回復した。議会では野党ホイッグ党に同調して1809年2月のシントラ協定に反対、1810年5月に議会改革に賛成した一方、1812年3月と5月のカトリック解放をめぐる採決では与党に同調して反対した。議会で演説した記録はなかった。
1813年8月7日に死去、後継者がおらず準男爵位は廃絶した。遺産は一人娘フランシス・アン・エミリーが継承した。

## 家族

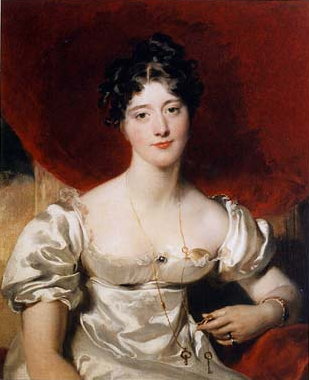
娘フランシス・アン・エミリーの肖像画。トーマス・ローレンス画、1818年。

1799年4月25日に第2代アントリム女伯爵アン・キャサリン・マクドネル（1778年2月11日 – 1834年6月30日）と結婚、1女をもうけた。
- フランシス・アン・エミリー（英語版）（1800年1月17日 – 1865年1月20日） - 1819年4月3日、第3代ロンドンデリー侯爵チャールズ・ウィリアム・ヴェインと結婚、子供あり[2]

ヴェイン＝テンペスト夫婦は息子を望んだが、生まれたのが娘だったため、2人は娘をネグレクトした。しかし、2人が息子をもうけることはなく、ヴェイン＝テンペストの死後には娘が遺産を継承した。娘の後見人にはアントリム女伯爵とヴェイン＝テンペストの姉妹にあたるフランシス・テイラー（Frances Taylor、1835年没、マイケル・アンジェロ・テイラーの妻）が務めた。

## 競馬
馬主であり、下記の優勝馬を所有した。

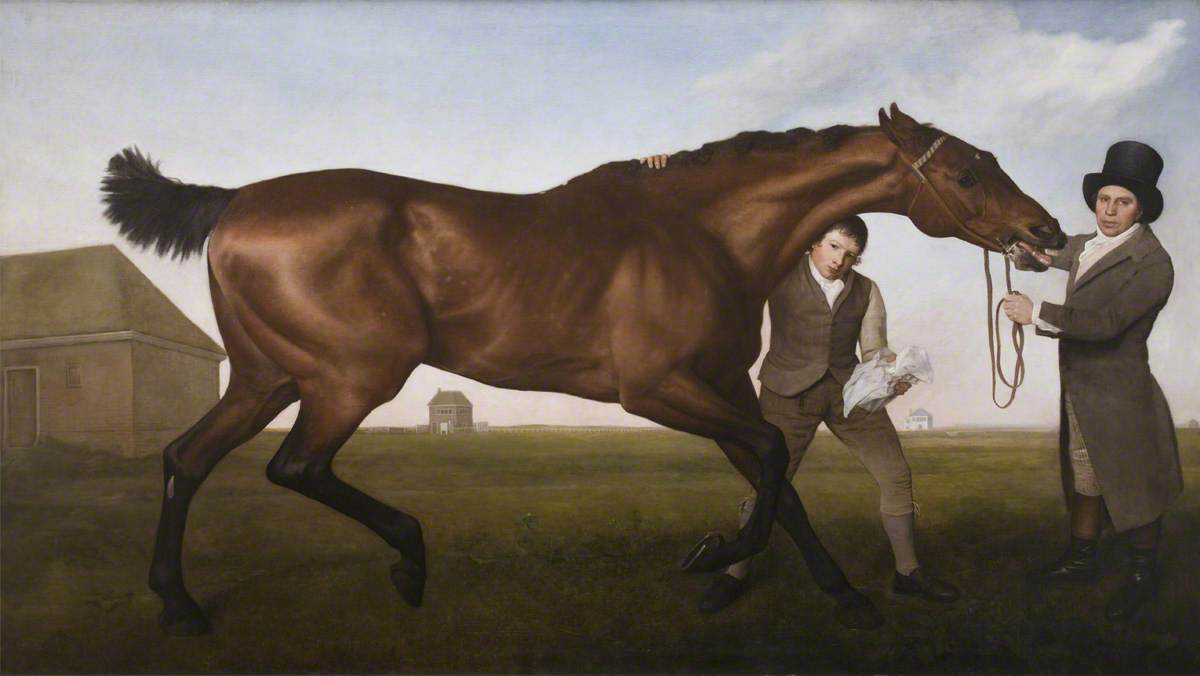
ハンブルトニアン。ジョージ・スタッブス画、1800年。

- ハンブルトニアン - 1795年のセントレジャーステークスで優勝した[7]。1796年に第2代準男爵サー・チャールズ・ターナーより購入、1799年3月にはダイヤモンド（Diamond）との競走で勝利した[7]。ヴェイン＝テンペストは1799年の勝利への祝いとして、ジョージ・スタッブスにハンブルトニアンの絵画を依頼した[7]。
- コックファイター（英語版） - 1799年のセントレジャーステークスで優勝[8]